# Distrito de Derry y Strabane
El distrito de Derry y Strabane es un distrito local gubernamental de Irlanda del Norte. Fue creado el 1 de abril de 2015, y comprende partes de los condados de Londonderry y Tyrone.
Se encuentra al noroeste de Irlanda del Norte, próximo al lago Neagh, a la costa del océano Atlántico y a la frontera con República de Irlanda, concretamente con el condado de Donegal.

## Ciudades y pueblos
Pueblos y ciudades del distrito:
- Ardmore 433
- Ardstraw 221
- Artigarvan 721
- Ballymagorry 602
- Ballyrory 68
- Bready 231
- Campsey 157
- Castlederg 2,985
- Clady 538
- Claudy 1,336
- Cranagh 62
- Culmore 3,466
- Derry (Londonderry) 83,125
- Donagheady 123
- Donemana 586
- Douglas Bridge 124
- Drumlegagh 92
- Eglinton 3,650
- Erganagh 498
- Glebe 733
- Glenmornan 142
- Goshaden 80
- Killaloo 88
- Killea 167
- Killen 269
- Killeter 92
- Lettershendoney 502
- Magheramason 474
- Maydown 506
- Newbuildings 2,599
- Newtownstewart 1,547
- Nixon's Corner 242
- Park 509
- Plumbridge 234
- Sion Mills 1,903
- Spamount 246
- Strabane 13,147
- Straidarran 401
- Strathfoyle 2,412
- Tamnaherin 251
- Victoria Bridge 383